# D. J. White
Dewayne "D. J." White, Jr. (Tuscaloosa, 21 de fevereiro de 1988) é um jogador norte-americano de basquete profissional que atuou na  National Basketball Association (NBA). Foi o número 29 do Draft de 2008.